# Europejska Komisja na rzecz Demokracji przez Prawo
Europejska Komisja na rzecz Demokracji przez Prawo (ang. European Commission for Democracy through Law, fr. Commission européenne pour la démocratie par le droit) – organ doradczy Rady Europy do spraw prawa konstytucyjnego. Komisja zwana jest również, niekiedy także w dokumentach oficjalnych, „Komisją Wenecką” (ang. Venice Commission, fr. Commission de Venise). W jej skład wchodzą eksperci w dziedzinie prawa, przede wszystkim konstytucyjnego i międzynarodowego. Miejscem obrad jest Scuola Grande di San Giovanni Evangelista w Wenecji.
Komisja Wenecka jest organem Rady Europy i nie należy jej mylić z instytucjami Unii Europejskiej.

## Powstanie Komisji
Komisja powstała w 1990 roku na podstawie tzw. rozszerzonego porozumienia częściowego Rady Europy. Inicjatywę jej utworzenia przypisuje się ówczesnemu włoskiemu ministrowi, Antonio Mario La Pergoli. Powstanie Komisji związane było przede wszystkim z przemianami ustrojowymi państw Europy Środkowo-Wschodniej. Celem jej powołania było zapewnienie tym państwom instytucjonalnej pomocy w okresie transformacji. Obecnie uważana jest za instytucję o charakterze międzynarodowego prawnego think-tanku. Początkowo w jej skład weszło jedynie 18 państw członków założycieli.

## Państwa Członkowskie Komisji
Państwo Członkowskie
     Członek Stowarzyszony
     Obserwator
     Status specjalny lub współpraca

Państwo Członkowskie
Członek Stowarzyszony
Obserwator
Status specjalny lub współpraca

W 1990 roku w skład Europejskiej Komisji na rzecz Demokracji przez Prawo wchodziło 18 państw. Obecnie jest ich 60 (stan na grudzień 2015 r.). Jedno z państw (Białoruś) posiada status członka stowarzyszonego, pięć posiada status obserwatora: Stolica Apostolska, Kanada, Argentyna, Japonia i Urugwaj. Status specjalny posiadają: Unia Europejska, Autonomia Palestyńska i Republika Południowej Afryki. Polska jest Państwem Członkowskim Komisji od 30 kwietnia 1992 roku.

## Struktura organizacyjna

### Członkowie
Komisja Wenecka liczy ponad stu członków umocowanych przez Państwa Członkowskie oraz przedstawicieli obserwatorów i organizacji o statusie specjalnym. Są wśród nich m.in. sędziowie i prezesi narodowych sądów konstytucyjnych (np. reprezentujący Węgry, od 2013 roku honorowy przewodniczący, Péter Paczolay), wysocy rangą politycy i urzędnicy państwowi (np. wicepremier Izraela Dan Meridor), ombudsmani (Lydie Err, Luksemburg). Do kwietnia 2016 Polskę reprezentowała była premier, Hanna Suchocka, wybrana wiceprzewodniczącą Komisji, a także, jako członek subsydiarny, dr hab. Krzysztof Drzewicki, profesor Uniwersytetu Gdańskiego. W kwietniu 2016 w ich miejsce powołani zostali nowi reprezentanci Polski – prof. Bogusław Banaszak i dr hab. Mariusz Muszyński.
Członkowie Komisji powoływani są przez Państwa Członkowskie Komisji na okres 4 lat, przy czym możliwy jest ponowny wybór. W okresie trwania kadencji odwołanie członka jest utrudnione; może nastąpić wyłącznie na podstawie jego rezygnacji lub uchwały samej Komisji. Kilkukrotnie zdarzało się, że wnioskowano o przedterminowe odwołanie członka Komisji, który z jakichś powodów stracił zaufanie Państwa Członkowskiego. Za każdym razem Komisja stawała jednak po stronie zasady niezależności i odmawiała zadośćuczynienia wnioskowi.
W czerwcu 2016 honorową przewodniczącą Komisji została Hanna Suchocka.

### Biuro Komisji
Biuro (ang. Bureau) Komisji, tj. jej prezydium, składa się z przewodniczącego, jego trzech zastępców i czterech członków. Są oni wybierani w głosowaniu, spośród członków Komisji. Kadencja członków Biura wynosi dwa lata, przy czym możliwa jest reelekcja.
19 grudnia 2015 po raz czwarty z rzędu przewodniczącym Komisji został wybrany przedstawiciel Włoch Gianni Buquicchio, wykładowca i wieloletni wysokiej rangi urzędnik organów Rady Europy. Od 10 grudnia 2021 r. przewodniczącą Komisji została Claire_Bazy-Malaurie.
Wiceprzewodniczący Komisji:
- Veronika Bílkova (Czechy) pierwszy wiceprzewodniczący;
- Marta Cartabia (Włochy);
- Martin Kuijer (Holandia).

Członkowie:
- Eirik Holmǿyvik (Norwegia);
- Zlatko M. Knežević (Bośnia i Hercegowina);
- Warren J. Newman (Kanada);
- Angelika Helene Anna NUßBERGER (Niemcy)[7].[16]

### Sekretariat i obsługa organizacyjna
Zgodnie ze statutem Komisji, jej obsługę organizacyjno-techniczną zapewnia Sekretariat Generalny Rady Europy. W jego ramach funkcjonuje odrębny, stały sekretariat Komisji z siedzibą w kwaterze głównej Rady Europy w Strasburgu.
Sekretarza Komisji wybiera sekretarz generalny Rady Europy. Od 24 lutego 2010 roku funkcję sekretarza Komisji pełni Thomas Markert.

### Sposób działania

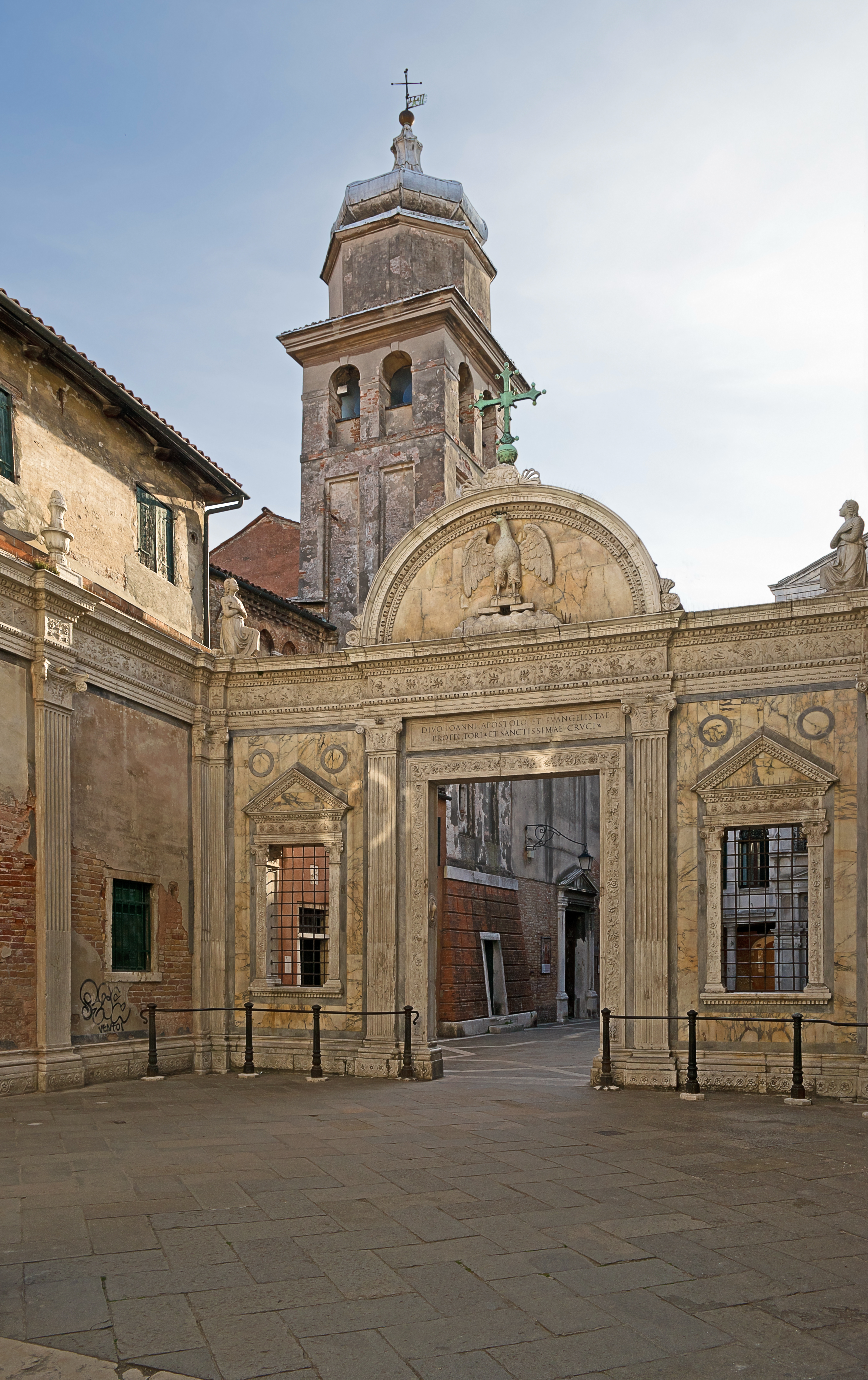
Scuola Grande di San Giovanni Evangelista w Wenecji

Członkowie Komisji spotykają się cztery razy do roku (w marcu, czerwcu, październiku i grudniu) na posiedzeniach plenarnych, które odbywają się w Wenecji, w Scuola Grande di San Giovanni Evangelista. Posiedzenia te mają na celu głównie podsumowanie prac prowadzonych przez cały rok, w grupach roboczych i problemowych oraz podkomisjach.

## Działalność
Komisja na rzecz Demokracji przez Prawo zajmuje się głównie prawem konstytucyjnym w szerokim znaczeniu: nie tylko samymi ustawami zasadniczymi poszczególnych państw i poprawkami do nich, ale również np. prawem wyborczym, prawem mniejszości czy ochroną praw człowieka poprzez instytucje ombudsmana.

### Pomoc konstytucyjna (opinie)
Pomoc konstytucyjna jest głównym obszarem działalności Komisji. Zapewnia ona poszczególnym państwom doradztwo w sprawach związanych z prawem konstytucyjnym. Komisja realizuje w ten sposób swą rolę polegającą na ochronie praw człowieka i wzmocnieniu instytucji demokratycznych. Procedura wydawania opinii rozpoczyna się zwykle na wniosek danego państwa. Wniosek taki mogą złożyć również organy Rady Europy (Komitet Ministrów Rady Europy, Zgromadzenie Parlamentarne, Kongres Władz Lokalnych i Regionalnych i Sekretarz Generalny), a także organizacje i państwa uczestniczące w pracach Komisji.

Po otrzymaniu odpowiedniego wniosku Komisja powołuje grupę sprawozdawców (ang. rapporteurs), wybieranych zwykle spośród członków Komisji. Doradzają oni władzom konkretnego państwa w przygotowywaniu projektów aktów prawnych. Na podstawie ich uwag i spostrzeżeń sekretariat Komisji opracowuje wstępną, skonsolidowaną opinię dotyczącą zgodności tych projektów ze standardami demokratycznymi i ochrony praw człowieka. W opinii tej wskazuje także na możliwość ewentualnego udoskonalenia projektu. Komisja przyjmuje tak przygotowaną wstępną opinię na posiedzeniu plenarnym, zwykle w obecności przedstawicieli odpowiedniego państwa. Zwykle opinie podejmowane są poprzez konsensus. Przeprowadzanie głosowań większościowych w tych sprawach jest raczej rzadkością.
Komisja nie ma możliwości nakładania jakichkolwiek sankcji na państwa, które jej zdaniem nie stosują standardów demokratycznych. Komisja posługuje się dialogiem jako metodą wywierania wpływu. W toku swoich działań sprawozdawcy spotykają się zwykle z przedstawicielami różnych sił politycznych i instytucji w danym państwie tak, aby zapewnić sobie możliwie obiektywny ogląd sytuacji.

#### Rola w rozwiązywaniu konfliktów
Autorytet Komisji i jej ekspercki, ponad polityczny charakter wpływają na jej doniosłą rolę w rozwiązywaniu konfliktów, także tych o charakterze etnicznym. Komisja oferuje pomoc prawną, polegającą zwykle na dokonaniu interpretacji obowiązującego prawa lub opracowaniu projektu aktu prawnego, który mógłby służyć jako rozwiązanie kompromisowe, możliwe do przyjęcia przez zwaśnione strony. Na wniosek Unii Europejskiej (Wspólnot Europejskich) Komisja służyła w tej roli podczas konfliktów w Bośni i Hercegowinie, Serbii, Czarnogórze, Byłej Jugosłowiańskiej Republice Macedonii oraz w Kosowie. Zaangażowała się także w pomoc w rozwiązywaniu konfliktów dotyczących statusu prawnomiędzynarodowego Abchazji, Osetii Południowej oraz Naddniestrza.

#### Wybrane opinie Komisji
- seria opinii (2011–2012) dotyczących zmian ustrojowych na Węgrzech, m.in. opinia nr 614/2011 z 28 marca 2011 roku dot. nowelizacji węgierskiej konstytucji (na podstawie uwag sprawozdawców: Ch. Grabenwatera, W. Hoffmanna-Riema, H. Suchockiej, K. Tuori i J. Verlaersa)[20]; opinia nr 665/2012 z 19 czerwca 2012 roku dot. ustawy reformującej Sąd Konstytucyjny (na podstawie uwag sprawozdawców: Ch. Grabenwatera, W. Hoffmanna-Riema i G. Neppi Modony)[21];
- seria opinii (1996–2013) dot. sytuacji w Bośni i Hercegowinie, np. opinia nr 274/2004 z 17 marca 2004 roku dot. statusu i rangi ombudsmana w Bośni i Hercegowinie (na podstawie uwag sprawozdawcy H.H. Vogla)[22];
- seria opinii (1995–2012) dotyczących Ukrainy, np. opinia 339/2005 z 13 czerwca 2005 roku dot. dokonanej nowelizacji konstytucji (na podstawie uwag sprawozdawców: K. Tuori, S. Bartole i F. Flanagan)[23];
- opinia nr 237/2003 z dn. 29 września 2003 roku dot. projektu ustawy nowelizującej ustawę o mniejszościach narodowych na Litwie (na podstawie uwag sprawozdawców: S. Bartolego i P. Van Dijka)[24].

### Współpraca z sądami konstytucyjnymi
Komisja aktywnie uczestniczy w dostarczaniu narzędzi służących bieżącej komunikacji sądów konstytucyjnych państw członkowskich pomiędzy sobą. Wynika to z przeświadczenia, że wspomaganie władz państwowych w tworzeniu aktów prawnych może być tylko o tyle stosowane, o ile zapewni się prodemokratyczną wykładnię obowiązującego prawa. Początkowo, w 1992 roku, powstało przy Komisji centrum informacyjne, powołano również sieć urzędników łącznikowych (ang. liaison officers), ustanowionych dla poszczególnych sądów. Trzy razy w roku składają oni relacje w Biuletynie Orzecznictwa Konstytucyjnego (ang. Bulletin on Constitutional Case-Law) i wprowadzają orzecznictwo do prowadzonej przez Komisję bazy danych CODICES. W ten sposób Komisja zachęca poszczególne sądy do dialogu orzeczniczego i do wymiany poglądów między sądami państw, w których system demokratyczny ma głębokie fundamenty, i tymi, w których wykształcił się dopiero niedawno.
W 2009 roku Komisja zorganizowała pierwszy kongres Światowej Konferencji Sprawiedliwości Konstytucyjnej (ang. World Conference on Constitutional Justice), która odbyła się w Kapsztadzie. Uczestniczyli w nim przedstawiciele 93 sądów konstytucyjnych i najwyższych oraz rad konstytucyjnych z całego świata. Głównym celem tej konferencji było zintensyfikowanie dialogu pomiędzy orzecznikami w sprawach obejmujących prawa człowieka i prodemokratyczną wykładnię konstytucyjną. Obecnie Światowa Konferencja jest już organem stałym.

#### Wspólna Rada Sprawiedliwości Konstytucyjnej
Wspólna Rada Sprawiedliwości Konstytucyjnej (ang. Joint Council on Constitutional Justice) powstała w 2002 roku. Zastąpiła ona wcześniejszą podkomisję o tej samej nazwie, będącą forum wymiany poglądów pomiędzy urzędnikami łącznikowymi. Rada jest ciałem o charakterze mieszanym, złożonym z urzędników łącznikowych poszczególnych sądów (w tym sądów międzynarodowych: Europejskiego Trybunału Praw Człowieka, Trybunału Sprawiedliwości Unii Europejskiej i Międzyamerykańskiego Trybunału Praw Człowieka) oraz członków Komisji.

### Badania, konferencje i seminaria
Istotnym elementem działalności Komisji jest prowadzenie badań oraz organizowanie konferencji i seminariów dotyczących zakresu spraw należących do jej właściwości.

#### Opinie ogólne i analizy eksperckie
Komisja decyduje się na wydawanie opinii ogólnych (tj. nie dotyczących poszczególnych państw i ich systemu prawnego), gdy w swojej działalności natrafia na zagadnienia o szczególnie istotnym znaczeniu. Dobrym przykładem jest Opinia Komisji nr 359/2006 dotycząca ochrony praw człowieka w sytuacjach kryzysowych ściśle wyliczająca możliwe kryteria i okoliczności uzasadniające zmniejszenie poziomu ochrony tych praw. Innym przykładem może być Raport o roli opozycji parlamentarnej z 2010 roku. Tego rodzaju dokumenty nie stanowią wskazówek dla konkretnego państwa, ale raczej monograficzne opracowanie danego problemu, które może być inspiracją dla władz różnych organizacji państwowych. Z opracowań Komisji często korzysta również Rada Europy, gdy powołuje się na nie w dokumentach przyjmowanych przez siebie.
Komisja korzysta również często z usług zewnętrznych ekspertów, szczególnie w skomplikowanych dziedzinach prawa. Przykładem takiej eksperckiej analizy jest opinia nr 309/2004, odnosząca się do regulacji rynku mediowego we Włoszech – Zasady rozwiązywania konfliktu interesów (prawo Frattiniego). Analiza i ocena. Analizy takie są również publikowane i podawane przez Komisję do wiadomości publicznej.

#### Konferencje i seminaria
W ramach swojej działalności polegającej na upowszechnianiu standardów i wartości demokratycznych Komisja stale organizuje konferencje dotyczące ogólnych zagadnień prawa związanych z zakresem jej działania. Przykładem konferencji pierwszego rodzaju może być Zasada prawa jako koncept praktyczny (ang. The Rule of Law as a Practical Concept), która odbyła się 2 marca 2012 roku w Londynie. Komisja organizuje również seminaria i spotkania robocze, których tematyka odnosi się do konkretnych wyzwań stojących przed władzami danych państw – np. seminarium dla tunezyjskich sędziów, dotycząca niezawisłości sędziowskiej.

## Kwestie wyborcze i referendalne
Jednym z zagadnień, jakimi zajmuje się Komisja, są sprawy związane z wyborami i referendami: ordynacje i kodeksy wyborcze, funkcjonowanie partii politycznych, procedura stanowienia prawa i inne. Komisja brała również czynny udział w przygotowywaniu projektów aktów prawnych odnoszących się do kwestii wyborczych: tak było np. w przypadku Albanii, której Komisja pomagała przygotować projekty stosownych ustaw trzy razy (w latach 1997, 2000 i 2003). Komisja zajmuje się także sprawami referendalnymi, jak w przypadku Czarnogóry.

### Rada na rzecz Demokratycznych Wyborów
Rada Europy postanowiła utworzyć obok Komisji specjalistyczny organ, którego zakresem działania będą przede wszystkim kwestie wyborcze. W skład utworzonej w 2002 Rady na rzecz Demokratycznych Wyborów (ang. Council for Democratic Elections, CDE) wchodzą członkowie Komisji oraz przedstawiciele Zgromadzenia Parlamentarnego i Kongresu Władz Lokalnych i Regionalnych. Rada na rzecz Demokratycznych Wyborów nie zastępuje Komisji w tych sprawach, ale służy jej dodatkową pomocą. Głównym zadaniem CDE jest analiza wstępnych opinii i analiz Komisji przed ich skierowaniem na obrady sesji plenarnej. W pracach CDE uczestniczą także stale przedstawiciele OSCE/ODIHR (Biuro Instytucji Demokratycznych i Praw Człowieka), agendy OBWE.
Obecnym przewodniczącym Rady na rzecz Demokratycznych Wyborów jest Jos Wienen, przedstawiciel Zgromadzenia Parlamentarnego Rady Europy, zaś jego zastępcą Oliver Kask, członek Komisji Weneckiej.
Rada na rzecz Demokratycznych Wyborów podejmuje również działania niezwiązane bezpośrednio z opiniowaniem dokumentów Komisji. Jednym z jej pierwszych zadań było opracowanie Kodeksu dobrych praktyk w sprawach wyborczych (ang. Code of Good Practice in Electoral Matters). Dokument ten stanowi przede wszystkim zbiór europejskich standardów odnoszących się do procesu wyborczego, takich jak powszechność, równość czy tajność wyborów. Kodeks wskazuje również niezbędne warunki organizacyjne procedury wyborczej. Po opracowaniu przez CDE, Kodeks został następnie przyjęty również przez Komisję na sesji plenarnej, a w końcu także przez Zgromadzenie Parlamentarne oraz Kongres Władz Lokalnych i Regionalnych Rady Europy. Deklaracja w sprawie poparcia Kodeksu została także podjęta na poziomie ministerialnym przez Komitet Ministrów Rady Europy.

## Działania w stosunku do Polski
Polski minister spraw zagranicznych Witold Waszczykowski zwrócił się o wydanie przez Komisję opinii o uchwalonej 22 grudnia 2015 nowelizacji do ustawy o Trybunale Konstytucyjnym, która przyczyniła się do pogłębienia trwającego od jesieni 2015 kryzysu wokół Trybunału. 8 i 9 lutego 2016 przedstawiciele Komisji na czele z jej przewodniczącym Gianni Buquicchio odbyli wizytę w Polsce, w trakcie której przeprowadzili rozmowy z przedstawicielami wielu organów państwa na temat istoty i znaczenia tej nowelizacji. 11 marca 2016 Komisja wydała opinię na temat kryzysu konstytucyjnego w Polsce, m.in. wzywając polski rząd do niezwłocznego opublikowania wyroku Trybunału Konstytucyjnego z 9 marca 2016 obalającego nowelizację ustawy o TK z grudnia 2015.
Po zmianie rządu w Polsce w 2023 r. Komisja Wenecka wypowiedziała się w sprawie założeń ustaw dotyczących sędziów oraz ustaw dotyczących Trybunału Konstytucyjnego. Przedmiotem pierwszej opinii, z października 2024 r., były pytania skierowane przez Ministra Sprawiedliwości w związku z planami uregulowania statusu sędziów powołanych przez Prezydenta RP na wniosek Krajowej Rady Sądownictwa ukształtowanej na podstawie ustawy z 2017 r. Komisja podkreśliła, że nie jest możliwe w świetle standardów Rady Europy, a przyjęte rozwiązania prawne "nie mogą opierać się na generalnych przepisach, które nie będą uwzględniały indywidualnej sytuacji sędziów, nie dając im jednocześnie możliwości odwołania od decyzji o ich np. degradacji”.
Przedmiotem drugiej opinii, z grudnia 2024 r., była stawa z 13 września 2024 r. o Trybunale Konstytucyjnym, ustawa z 13 września 2024 r. przepisy wprowadzające ustawę o Trybunale Konstytucyjnym oraz projekt ustawy o zmianie Konstytucji RP. Komisja w opinii podkreśliła m.in., że proces przywracania praworządności sam musi się opierać na poszanowaniu praworządności i dodała: „Poszanowanie praworządności zakłada gotowość do przestrzegania zasad gry, bez względu na to, jak trudne mogą być te zasady, oraz do działania w granicach systemu konstytucyjnego w celu jego zmiany od wewnątrz”, a "wygaszenie kadencji wszystkich obecnych sędziów polskiego Trybunału Konstytucyjnego byłoby niezgodne ze standardami, a więc niedopuszczalne".
Opinie Komisji Weneckiej z 2024 r. spotkały się z krytyką środowisk związanych z rządem RP oraz częścią organizacji sędziowskich i dziennikarskich. W lutym 2025 r. opublikowana została wypowiedź, w której zarzucono Komisji zbytni legalizm w "sprawach polskich" ("zaślepienie legalizmem"). W odpowiedzi na ten zarzut opublikowana została opinia krtyczna wobec takiej postawy, w której zwrócono uwagę, że  "Komisja Wenecka była dobra, jak krytykowała PiS. Teraz jest „zaślepiona legalizmem”. 